# Saison 2010-2011 du Racing Club de Strasbourg
Vous lisez un « bon article » labellisé en 2012.
Maillots
Chronologie
Saison précédente Saison suivante
La saison 2010-2011 du Racing Club de Strasbourg voit le club disputer la treizième édition du Championnat de France de football National, championnat auquel le club participe pour la première fois de son histoire, ceci après avoir terminé 19e de Ligue 2 à l'issue de la saison 2009-2010, qui a été particulièrement chaotique.
Début juillet 2010, le club aurait pu, si son appel auprès de la Direction nationale du contrôle de gestion (DNCG) des clubs professionnels n'avait pas été reçu, intégrer pour raisons financières le groupe A (Est) du Championnat de France amateur (CFA), le quatrième échelon footballistique français.
La première moitié de saison du Racing se caractérise par « un départ poussif et des nuls qui s'accumulent » selon Barbara Schuster, pour aboutir à une onzième place au classement à la pause hivernale. En janvier, l'équipe entame une « improbable remontée » qui la voit revenir vers les premières places et finalement échouer à la quatrième, à trois points du dernier club promu, l'EA Guingamp. La saison, « calamiteuse en coulisses, la pire de l’histoire du club », est marquée par de nombreux problèmes extra-sportifs.
La fin de la saison est ponctuée par maints rebondissements, dont notamment un abandon du statut professionnel, une relégation administrative en Championnat de France amateur de football par la DNCG, décision maintenue en appel malgré une tentative de rachat du club. Après un dépôt de bilan et un placement en redressement judiciaire, le Racing Club de Strasbourg, racheté par Frédéric Sitterlé, annonce en août sa relégation volontaire en CFA 2 (cinquième niveau). La saison 2011-2012 est ainsi la première depuis 1944 à être disputée sous statut amateur.

## Avant-saison

### Genèse de la saison
Alors qu'en début de saison 2009-2010, il était déclaré comme un favori dans la course pour la montée en Ligue 1, le Racing termine sa saison à une inattendue et catastrophique 19e place en Ligue 2. Par conséquent, il se retrouve en Championnat de France de football National, un championnat inconnu pour le club.
L'équipe-réserve du club a elle aussi réalisé une saison catastrophique et subit une relégation historique en CFA 2 (D5). Son objectif est également la remontée.
Le 10 juin 2010, le club passe devant la DNCG. La reprise de l'entraînement, quant à elle, est prévue pour le 28 juin 2010. C'est le 2 juillet 2010 que le club est relégué à titre conservatoire en Championnat de France amateur de football. Le 21 juillet, la DNCG décide de réintégrer le club en National en appel. Sa masse salariale est encadrée, son budget est de 9 millions d'euros.

### Préparation de la saison

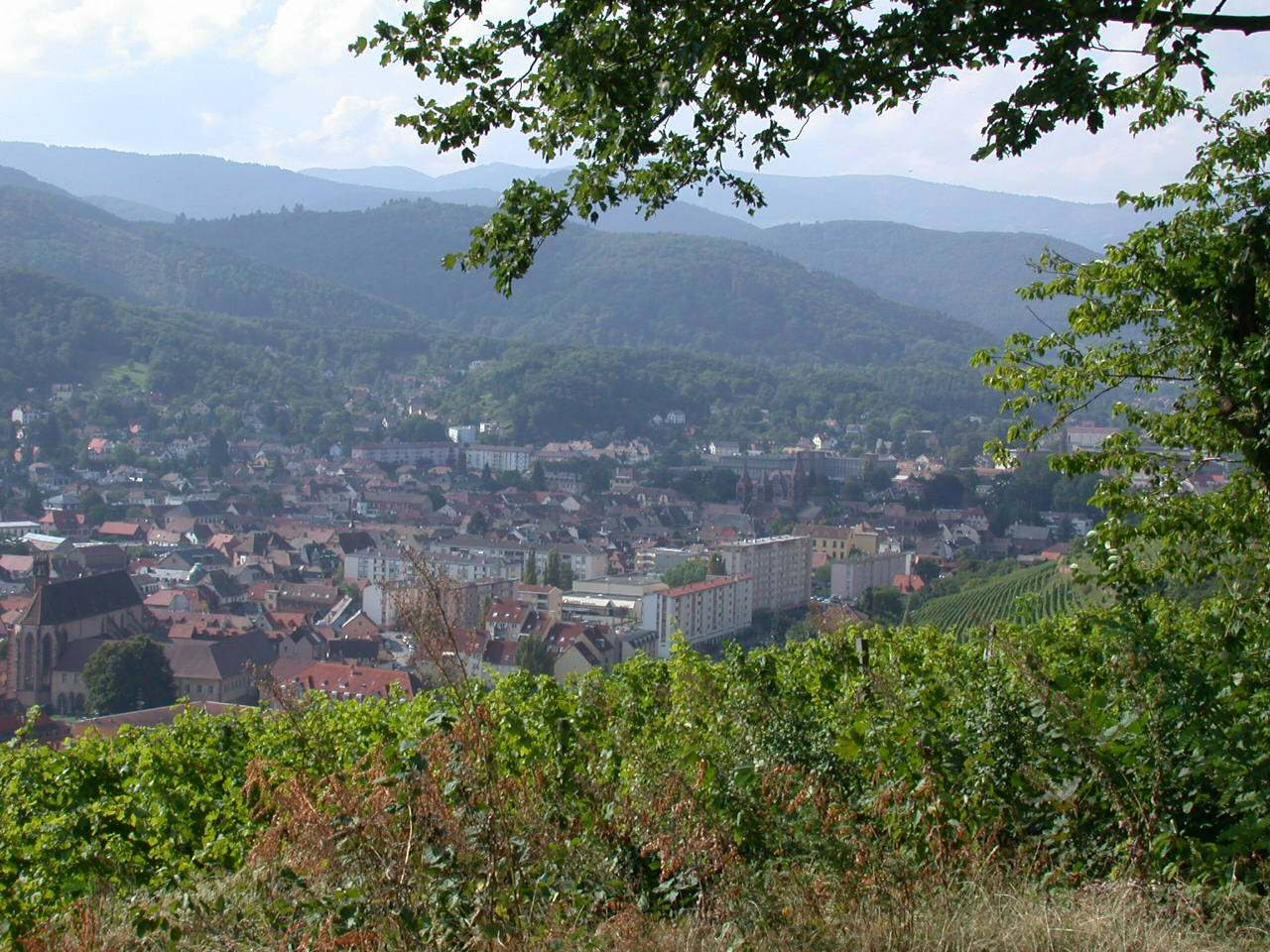
Guebwiller, où est joué le match face au FC Sochaux-Montbéliard

Les six matches amicaux organisés durant l'été se déroulent du 7 juillet au 7 août et se concluent par un bilan plutôt positif et convaicant pour le Racing, à savoir quatre victoires et deux défaites. Les équipes d'Offenbourg et de Mulhouse évoluent dans des championnats hiérarchiquement inférieurs à celui du Racing, alors que le FC Sochaux-Montbéliard, l'Eintracht Francfort, le FC Aarau et le TuS Coblence évoluent dans des championnats hiérarchiquement supérieurs. Ces matches ont alors le mérite de rassurer les supporters, qui commencent à croire que la remontée immédiate est possible.
Le bilan du Racing est de quatre victoires et deux défaites. En outre, il a marqué 10 buts et en a encaissé 7.
Bien que le groupe de joueurs de Laurent Fournier soit relativement important, il ne correspond pas à celui que l'entraîneur pourra aligner en championnat, dans la mesure où les différentes opérations de dégraissage n'ont pas encore été entièrement menées à bien et où les transferts du mercato estival traînent.

### Objectif du club
L'objectif est la remontée immédiate pour l'antichambre de la Ligue 1, avec Laurent Fournier comme entraîneur. Selon ce dernier, « Nous devrons tous œuvrer dans le même sens pour arriver à cet objectif ». Les dirigeants sont conscients que la lutte risque d'être rude, dans la mesure où, comme le dit Laurent Fournier, le Championnat de France de football National est « un championnat difficile », avec des « adversaires qui évolueront à 200 % contre nous », et où de nombreux clubs se déclarent intéressés par la montée et sont pronostiqués favorablement, comme l'EA Guingamp, l'AS Cannes, le Paris FC, le SC Bastia, l'Amiens SC, l'EFC Fréjus Saint-Raphaël, ou même l'US Créteil-Lusitanos.

### Mouvements de joueurs
Après la confirmation de la descente en National, le club alsacien a pour priorité de dégraisser son effectif. Pour cela, le club vend les rares joueurs possédant une réelle valeur marchande tels que l'international espoir français Magaye Gueye, qui est transféré à Everton pour 1,4 million d'euros, ou encore le milieu de terrain également international espoir Quentin Othon, prêté à Châteauroux. Enfin les deux joueurs prêtés au club, Nicolas Fauvergue, meilleur buteur de la saison précédente et Seïd Khiter, retournent dans leurs clubs respectifs.
Du côté des arrivées, le recrutement se concentre sur des joueurs confirmés du National. Ainsi, le défenseur Julien Outrebon et le milieu défensif Yohan Betsch, deux anciens joueurs de l'US Créteil-Lusitanos décident de suivre Fournier vers la capitale alsacienne. Plusieurs autres joueurs arrivent en Alsace tels que le défenseur Fransisco Donzelot ou encore l'attaquant Tristan M'Bongo, révélation de la saison passée avec 17 buts en National.

## Championnat de France de football National

### Première moitié de saison -«un départ poussif»

#### Un début décevant - Journées 1 à 5
Étant exempt lors de la première journée, le Racing Club de Strasbourg joue son premier match le 14 août 2010 et non le 7 août 2010 comme les autres clubs de National.
Les trois premières journées de la saison sont jouées contre l'AS Cannes, l'EA Guingamp et les Chamois niortais. Ces trois clubs ont fini respectivement 10e de National, 18e de Ligue 2 et 1er du groupe C de CFA. Une victoire est alors espérée dès le premier match mais les dirigeants sont conscients de la difficulté : seuls 16 joueurs professionnels sont disponibles. Le Racing fait un match plaisant mais qui se solde sur le score nul de 3-3, alors qu'il mène 3 buts à 1 à la 70e minute, grâce à Benjamin Genghini, Ali Mathlouthi et Billy Ketkeophomphone. C'est une déception pour l'équipe et pour l'entraîneur, qui dit plus tard « nous avons manqué d’expérience et de vice. C’est un peu difficile à accepter ».

Les deux matches suivants seront encore plus décevants : alors qu'il y avait du jeu et de l'action durant le match contre l'AS Cannes, il n'y aura pas un seul but face à Niort et face à l'En Avant de Guingamp. Le club touche le fond lors du déplacement à Bastia, bien que seuls 14 pros peuvent participer au match, et alors qu'il y a du jeu et des occasions, Strasbourg n'arrive pas à marquer et à la 50e minute, Robail marque sur penalty pour Bastia. Alors à la 19e place de National, le club semble promis à la relégation en CFA s'il ne réagit pas vite : il n'a emmagasiné que 3 points en 5 journées et a une différence de buts de -1. 

#### Premières victoires à domicile et difficultés à l'extérieur - Journées 6 à 11
C'est lors du « derby alsacien », contre Colmar, le 11 septembre 2010, que le Racing gagne pour la première fois : dans un stade de la Meinau rempli par près de 12 124 personnes venues de toute l'Alsace, le club l’emporte sur son voisin nouvellement promu lors d'un match plaisant et bénéficiant d'une météo favorable, grâce à deux buts d'Ali Mathlouthi à la 10e minute et de Billy Ketkeophomphone à la 45e. La deuxième mi-temps n'apporte rien des deux côtés et le score final est de 2 buts à 0 en faveur du Racing, qui sort de la zone rouge pour ne plus jamais la retrouver et remonte à la 13e place.

Le match à Paris face au Paris FC reste dans la lignée de la « malédiction des matches à l'extérieur » et se conclut par un match nul 2 buts à 2 alors que le Racing mène encore 2 buts à 0 à la 83e minute. Heureusement, Strasbourg se reprend à domicile face à Gap, après un match médiocre remporté 2 buts à 1 à la Meinau.
Cependant, les matches à l'extérieur restent compliqués et le Racing fait deux matches nuls d'affilée, l'un à l'extérieur face au FC Gueugnon, alors en grande difficulté et l'un à domicile face à Plabennec, le premier match se terminant sur le score de 1-1 et le second sur le score de 0-0. Le match contre Gueugnon est d'un niveau assez déplorable, tout comme celui face à Plabennec. Les doutes reviennent à la 11e journée, lors du match à l'extérieur face à l'AS Beauvais, perdu 2 buts à 1. Le club est alors 14e et les supporters se demandent si une remontée est encore possible. En effet, le retard pris face aux concurrents est important : le club a 10 points de moins que le Amiens SC, 8 de moins que le SC Bastia et 7 de moins que l'EA Guingamp.

#### Alternance de victoires et de matches nuls - Journées 12 à 20
Le 13 octobre 2010, lors de la 12e journée, le Racing joue contre l'Étoile Football Club Fréjus Saint-Raphaël, alors sixième au classement, qui avait déjà passé cinq journées sur le podium, et dont les ambitions de Ligue 2 à moyen-terme sont bien connues. La victoire se joue durant la deuxième mi-temps où le Racing s'impose deux buts à zéro, grâce à David Ledy à la 60e minute et à Billy Ketkeophomphone à la 90e minute,. Ce match est notamment marqué par le déploiement d'une banderole hostile à l'actionnaire majoritaire du club, Jafar Hilali. Cela marque un retour du groupe de supporters Ultra Boys 90 à des méthodes de contestation directe de l'actionnariat. Après avoir établi des parallèles avec les incidents du Parc des Princes à Paris, il décide de fermer la tribune des UB90 mais revient sur sa décision quelques jours après.
Au match suivant, la presse locale continue d'écrire que le Racing est maudit à l'extérieur et voit le club continuer de rater ses matches hors de la Meinau. Ainsi, lors de la 13e journée jouée à Pacy-sur-Eure face au P.V.E.F., le Racing ne parvient pas à s'imposer et repart avec un seul point, après un « match brouillon », sur le score de 0-0.
En revanche, à la 14e journée, ce sont les promus du Championnat de France amateur 2009-2010 de l'UJA Alfortville qui se déplacent à la Meinau. Alors en très grandes difficultés en championnat, les pronostics ne vont que très peu de leur côté. Le Racing, quant à lui, honore sa place de relégué du championnat professionnel, et même si pendant la première mi-temps l'UJA fait presque jeu égal avec les hommes de Fournier,, ils sont déjà menés 1-0 dès la 38e minute grâce à un but de David Ledy. Durant la deuxième mi-temps, Strasbourg « finira le travail » en écrasant le club francilien grâce à Jocelyn Ahoueya qui marque à la 71e minute, Samir Hadji à la 74e minute et David Ledy qui réalise un doublé à la 84e.
Comme l'habitude semble avoir été prise, pour les matches à l'extérieur, le Racing a énormément de mal à s'imposer. On s'en aperçoit encore une fois à la 15e journée jouée face à Créteil, ancien pensionnaire de Ligue 2, présent en National depuis 2007, et d'où provient l'entraîneur Laurent Fournier, qui, l'année précédente, l'avait mené au pied du podium, à la quatrième place. À ce moment de la saison, l'US Créteil-Lusitanos n'est déjà pas très en forme et végète à la 10e place. Durant ce match très ordinaire et n'entraînant aucun enthousiasme ni du côté strasbourgeois, ni du côté cristolien, aucun but n'est marqué.
Lors de la 16e journée, le 9 novembre 2010, le Racing accueille le club de US Luzenac à Strasbourg. Petite ville de 600 habitants située dans le sud de la France, « la capitale mondiale du talc » est une exception dans ce championnat de National de par sa taille. C'est le Racing qui remporte ce match par un but à rien, grâce à une action d'Ali-Azouz Mathlouthi, peu après le retour des vestiaires, à la 48e minute. Cette défaite semble imméritée pour les Luzenaciens, dominateurs durant une partie de la rencontre.
C'est après ce match, le 10 novembre 2010, que Jafar Hilali prend la présidence du club à la place de Jean-Claude Plessis. Le Racing est alors à la meilleure place qu'il occupera durant cette première moitié de saison : la 9e. Néanmoins, après l'investiture du nouveau président, le Racing enfile les matches nuls comme des perles, d'abord contre l'US Orléans, puis contre Amiens et enfin contre le FC Rouen, sur le score invariable de un but partout.

### Seconde moitié de saison -«l'improbable remontée»

#### Reprise des victoires à l'extérieur et remontée au classement - Journées 19 à 29
Il faudra attendre le 12 janvier 2011 et le match disputé à Rodez face au Rodez Aveyron Football pour que le Racing gagne à l'extérieur, pour la première fois depuis un an et demi. D'abord, le Racing est dominé par les Ruthénois, puis à partir de la 30e, grâce à une baisse de régime de la défense adverse, Ali-Azouz Mathlouthi et ses coéquipiers transpercent les lignes ruthénoises et ce dernier marque à la 37e minute. À la 44e minute, Mathlouthi réalise un doublé et marque le deuxième but de la partie. Moins d'une minute après, Stéphane Noro tue le match en marquant une troisième fois.
En janvier et en février 2011, le Racing entame une bonne série : en neuf journées, il récolte 18 points sur 27 possibles. Cette série est néanmoins coupée dès son début par une défaite un but à zéro face à l'AS Cannes, due à une réalisation de Fabien Raddas à la 51e minute,. Le Racing réussit cependant à se relancer en gagnant 2-1 face à Bayonne lors d'un match au report contesté par Bayonne, qui considère que l'équipe strasbourgeoise avait « largement le temps de s'organiser pour planifier son déplacement ». Ce match, joué le 26 janvier 2011, est remporté grâce à deux buts de David Ledy à la 25e et la 50e minute. Cette victoire, la deuxième à l'extérieur, permet au Racing de gagner la 8e place, à laquelle il restera trois journées durant, et de se rapprocher encore du podium.

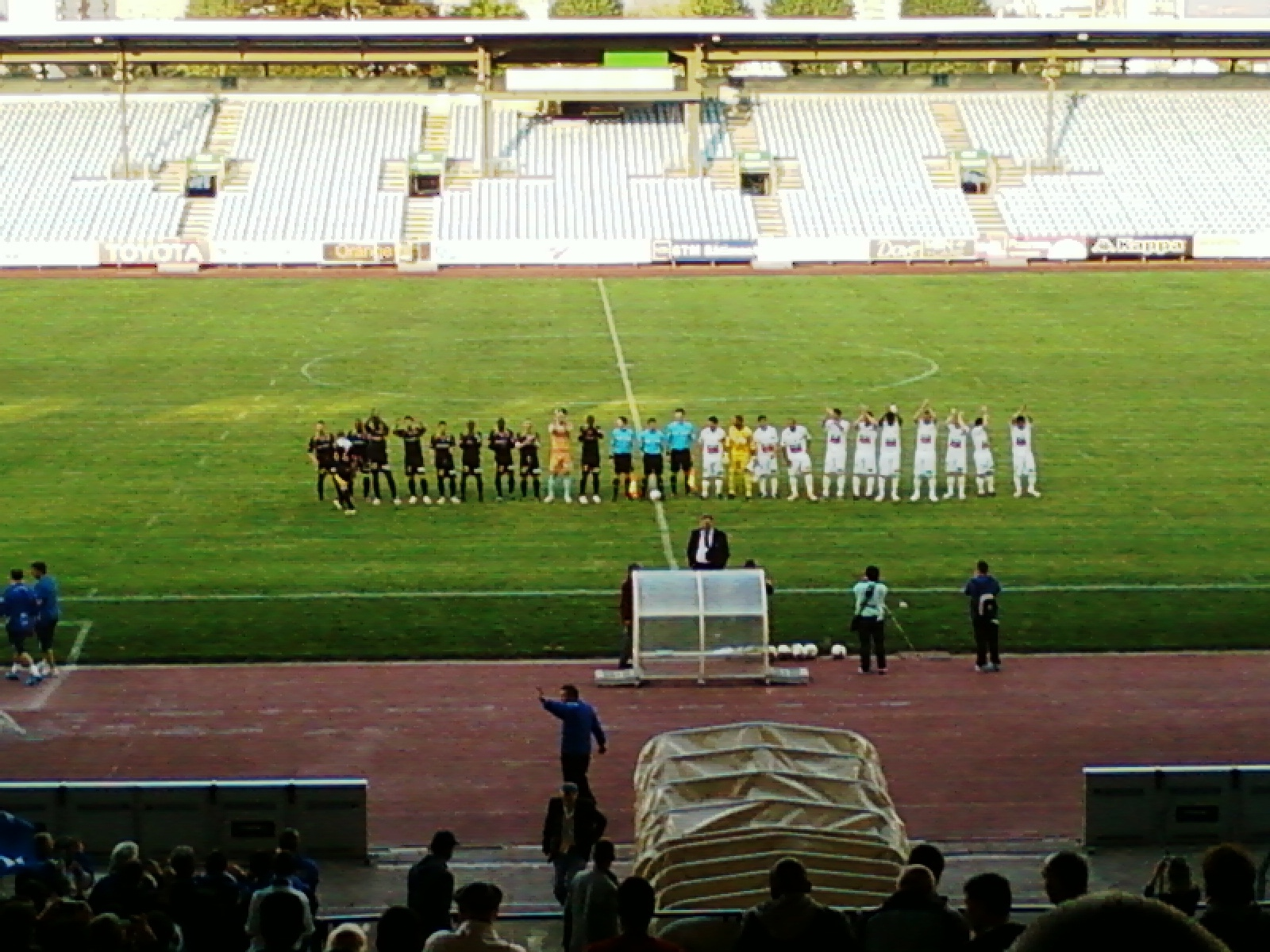
Le SC Bastia (en blanc), qui occupe la première place au classement.

Le match suivant, joué à Niort, rappelle une affiche de Ligue 2. En effet, les deux clubs ont évolué ensemble en deuxième division par deux fois au XXIe siècle : en 2001-2002 et en 2006-2007. La rencontre est marquée par l'expulsion à la 57e minute de Kevin Aubenau, le gardien de but niortais. Cet évènement a beaucoup déstabilisé l'équipe des Chamois, qui prennent alors deux buts en fin de match : Stéphane Noro trouve d'abord la lucarne à la 60e minute, puis est suivi par David Ledy à la 78e minute. Malgré cette victoire, le Racing reste huitième au classement.
Vient ensuite un match très important pour le Racing Club de Strasbourg, vu qu'il l'oppose au SC Bastia, alors leader incontesté avec 9 points d'avance sur le deuxième. Ce match, d'abord dominé par les Strasbourgeois, les voit rentrer aux vestiaires avec un avantage d'un but à la mi-temps, grâce à Julien Outrebon qui frappe à la 29e minute. Cependant, cette rencontre est marquée par de nombreuses erreurs d'arbitrages et notamment par l'expulsion de Loïc Damour, joueur strasbourgeois, à la 60e minute, dans des circonstances étonnamment floues. En partie grâce à cela, les Bastiais réussissent à égaliser à la 71e minute, par le biais d'Alexandre Garcia.
Strasbourg continue sa série de matches capitaux et accueille les Bretons de l'En Avant de Guingamp au stade de la Meinau le 8 février 2011 pour le compte de la 23e journée. Ce match, qui aurait dû se jouer le 22 janvier 2011, a été reporté en raison de la Coupe de France. Dès le début, les Strasbourgeois dominent la rencontre et, dès la 22e minute, Bill Tchato marque pour le Racing. Alors que Guingamp est mené 1-0 à la mi-temps, Moustapha Diallo écope d'un carton rouge à la 51e minute, ce qui facilite le travail des Strasbourgeois, qui marquent une deuxième fois par l'intermédiaire d'Outrebon à la 56e. Cependant, à la 82e minute, Thibault Giresse réduit l'écart pour Guingamp. Le score final est de 2-1 à l'avantage du Racing.
La 26e journée de championnat voit se dérouler le deuxième derby de la saison au Colmar Stadium. Cette confrontation entre Colmar et Strasbourg est un match à enjeux multiples. En effet, alors que le Racing est toujours en course pour la troisième place et la lutte pour la Ligue 2, Colmar est enfoncé dans la zone de relégation. En cas de victoire colmarienne, le club pourrait sortir de la zone de relégation. Le match attire beaucoup de spectateurs au stade. Alors que la moyenne de spectateurs pour Colmar lors de cette saison est de 1 755 par match, près de 3 100 personnes font le déplacement. Le SR Colmar entame favorablement la rencontre et fait un premier quart d'heure positif, qui se clôt par l'ouverture du score à la 20e minute par Rémy Souyeux. Cependant, Strasbourg loin d'avoir lâché la rencontre, égalise par le biais de Billy Ketkeophomphone à la 27e. C'est par ailleurs ce dernier qui donne l'avantage aux Bas-rhinois à la 39e minute. La deuxième mi-temps est plate et sans grand spectacle. Ainsi, ce match, retransmis en direct sur France 3 Alsace, permet aux Strasbourgeois de monter à la quatrième place et laisse les Colmariens dans la zone de relégation, promis au CFA pour la saison suivante. Néanmoins, malgré les problèmes sportifs de Colmar, le club réussit à se maintenir à deux journées de la fin et finit quinzième.

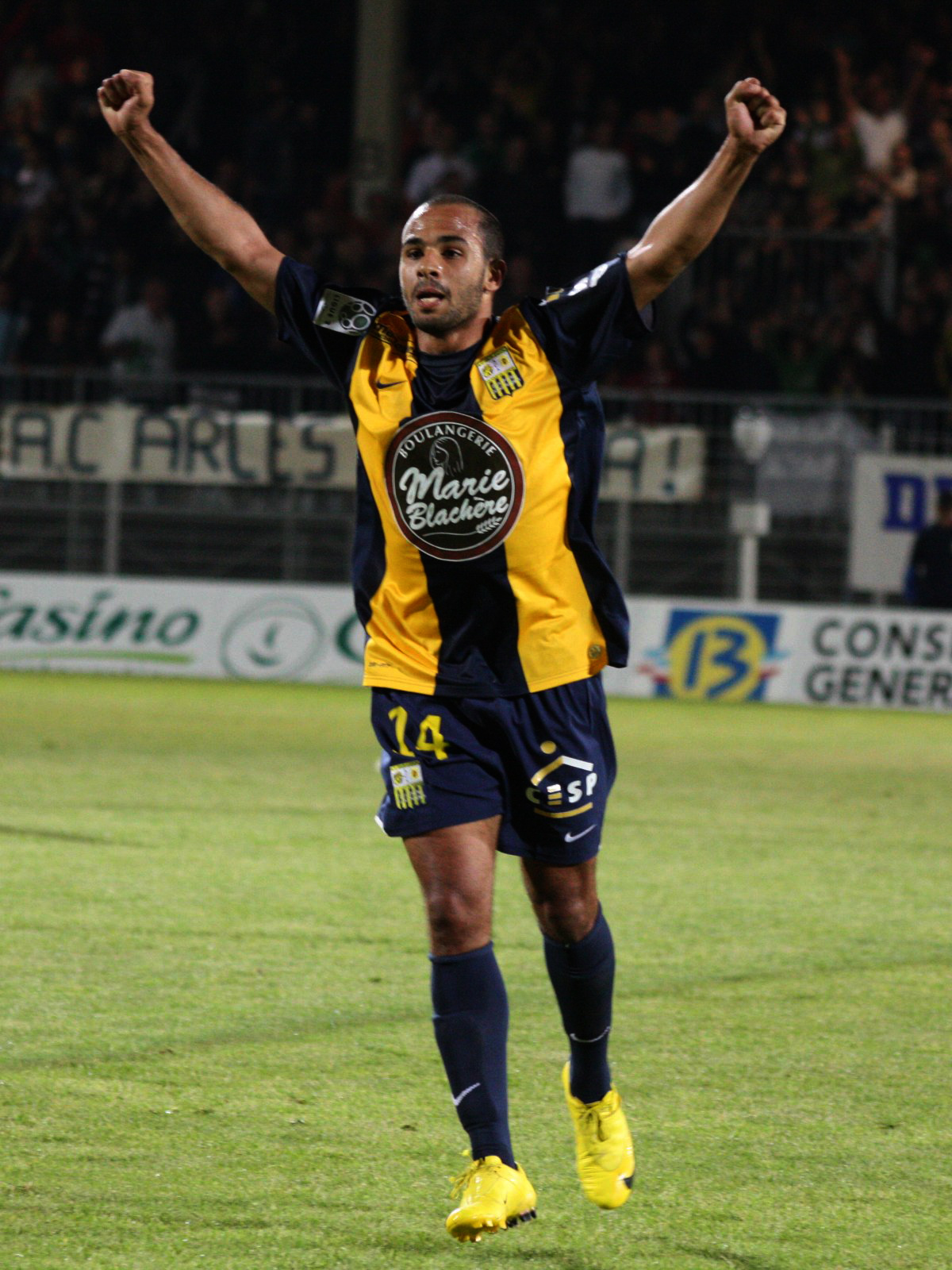
Ali-Azouz Mathlouthi, ici sous le maillot de l'AC Arles-Avignon, marque sur penalty contre Gueugnon et donne la victoire au Racing

Les deux journées suivantes montrent un relâchement de l'équipe, qui réalise deux nuls d'affilée : à domicile face au Paris FC et en déplacement à Gap. Tout d'abord, le 19 février 2011, le Racing joue un match ennuyeux et sans grand jeu offensif, qui se conclut sur le score de 0-0. Ensuite, face au Gap FC, les Strasbourgeois encaissent un but de Mustapha Durak à 20e minute mais parviennent à égaliser à la 28e, grâce à Julien Outrebon. Le reste du match est sans grand intérêt et le score n'évolue plus.
La vingt-neuvième journée oppose le club au FC Gueugnon. La rencontre, « dominée outrageusement » par le Racing grâce à de nombreuses actions de Yannick Yenga, Billy Ketkeophomphone, Benjamin Genghini et David Ledy, tourne à l'avantage des Forgerons à la 33e minute, où le défenseur strasbourgeois Marcio marque contre son camp sur une erreur du gardien Gurtner. De plus, à la 50e minute, l'arbitre Bastien Dechepy décide d'accorder un penalty aux Gueugnonnais. Cependant, suivant les conseils de son assistant, ce dernier revient sur sa décision. Selon Loïc Damour, c'est « le tournant du match ». En effet, le Strasbourgeois David Ledy égalise à la 66e minute et Mathlouthi, entré à la 58e, transforme un penalty provoqué par une faute de Jamaï et permet au Racing de prendre l'avantage et de gagner ce match difficile, qui sera par ailleurs l'un des derniers du FC Gueugnon, liquidé cinq matches plus tard.
Ainsi, le Racing remonte lentement au classement général et vise alors une troisième place encore accessible, sans quoi son statut professionnel pourrait être remis en cause, étant donné que le club risque le dépôt de bilan à chaque match et serait alors réintégré en CFA 2 pour la saison 2011-2012.

#### La lutte pour la troisième place - Journées 30 à 34
Début mars 2011, le club accueille le Stade plabennécois Football, club breton alors à la seizième place. C'est grâce à deux buts de Milovan Sikimic à la 22e minute et de Stéphane Noro à la 67e minute que le club parvient à ramener trois points en Alsace. Le match suivant oppose le Racing à l'AS Beauvais, un club que les Strasbourgeois ont déjà rencontré en Division 2, et qui fait partie des meilleures équipes de National, bien que ses supporters ne croient plus en la montée. C'est encore une fois une victoire, obtenue grâce à un but de Stéphane Noro en fin d'un match où, bien que l'équipe se soit montrée pressante, le jeu n'est pas toujours au rendez-vous.
Pour le compte de la 32e journée de championnat, dans un climat plutôt tendu entre les joueurs et le président Jafar Hilali, le Racing affronte l'Étoile Football Club Fréjus Saint-Raphaël au Stade Pourcin. Après avoir ouvert le score via Ali-Azouz Mathlouthi à la 42e minute, les Fréjusiens parviennent à égaliser à la 63e par Patrice Vareilles. Ils ne tiennent le nul que sept minutes, car Yannick Yenga permet aux Alsaciens de reprendre l'avantage et finalement l'emporter. Cette victoire permet à Strasbourg de revenir à un point de l'EA Guingamp.

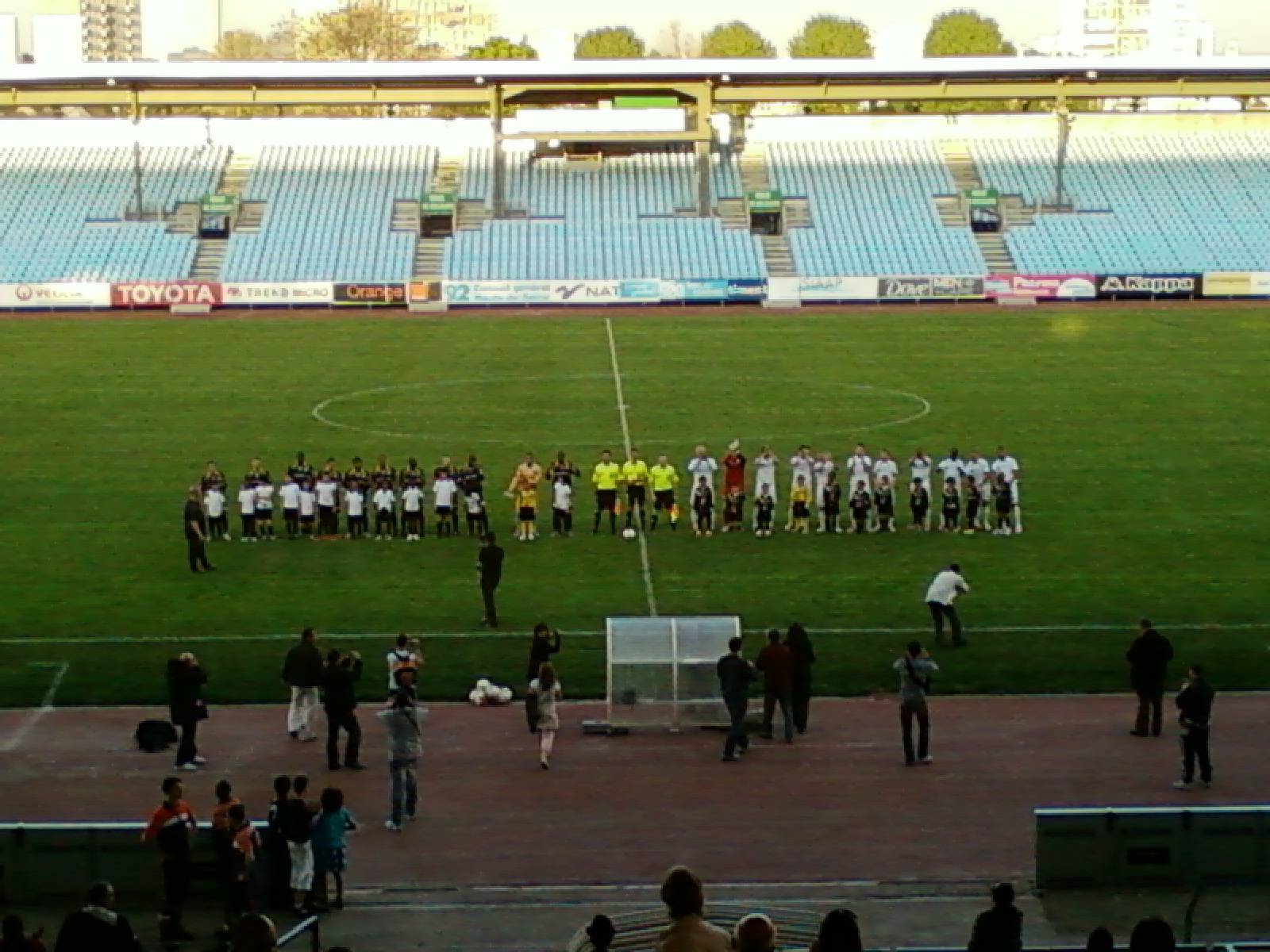
Présentation des équipes lors du match UJA Alfortville-RC Strasbourg du 9 avril 2011

Face au Pacy Vallée-d'Eure Football, dans un stade de la Meinau aux tribunes clairsemées, le Racing se voit tout d'abord refuser deux buts, avant de prendre l'avantage grâce à Loïc Damour, qui marque à la 77e minute. Malgré le faible taux de remplissage du chaudron meinauvien, les supporters Ultra Boys 90, très hostiles au président Jafar Hilali et à son action, déroulent une banderole sur laquelle on pouvait lire « Jafar ta présidence est un cauchemar, à quand ton départ »,.
Strasbourg monte enfin sur le podium le 9 avril 2011, lors de la 34e journée, jouée au Stade Yves du Manoir face à l'UJA Alfortville, et ponctuée par une victoire 3 buts à 1,. Il est à noter que c'est dans ce stade que Strasbourg a remporté sa première coupe de France.

#### Coup de mou et problèmes en coulisses - Journées 35 à 39
Cependant, les deux journées suivantes voient le Racing partager les points face à Créteil et à Luzenac. Le club tombe alors du podium et commence à se résigner à devoir organiser une deuxième saison en Championnat de France de football National.
Le match face à l'US Créteil-Lusitanos n'a vraiment rien de remarquable,, Laurent Fournier, qui a fortement admonesté ses joueurs à la mi-temps, peut affirmer ensuite « nous n’avons pas été transcendants et ce qui me gêne le plus, c’est que nous ne nous sommes pratiquement pas créé d’occasions, hormis sur coups de pied arrêtés ». Le match face à l'US Luzenac, quant à lui, est un déplacement mémorable, plus particulièrement pour les supporters que pour les joueurs : le village de Luzenac étant situé dans la campagne pyrénéenne, les supporters se rendent en petit comité au stade Paul Fédou, dont la particularité est de ne pas être plat mais légèrement incliné. Cependant, on retiendra ce match pour un autre fait marquant : l'exclusion d'Ali-Azouz Mathlouthi à la 67e minute, pour simulation et contestation. C'est un coup dur pour Strasbourg qui devra s'en passer pendant trois matches.
Le match du 30 avril 2011 opposant les Alsaciens à l'Amiens SC est décrit par les journalistes locaux comme un match historique, rappelant d'autres confrontations, en particulier la finale de la Coupe de France 2000-2001, ou le match pour l'accession à la Ligue 1 lors de la saison 2006-2007, où les deux clubs avaient fini respectivement 4e et 3e de Ligue 2. Les Amiénois ont donc une certaine amertume contre Strasbourg, d'autant plus que ce match serait synonyme de montée pour Amiens en cas de victoire et réduirait donc encore un peu plus les espoirs de montée pour le Racing. Finalement, aucune équipe ne remporte ce match qui se clôture sur le score d'un but partout.
Lors du match contre le Rodez Aveyron Football à la Meinau, une centaine de supporters du Kop Ultra-Boys 90 est descendue, vers la 70e minute de jeu, du quart de virage qu'ils occupaient alors pour aller soutenir et encourager l'équipe près du terrain. En effet, depuis la relégation, les contrôles de sécurités sont plus laxistes dans ce stade, pourtant quatorzième de France en termes de capacité. Après le match, les joueurs reviennent sur le terrain pour fêter la victoire avec le Kop, ce qui prouve bien que les supporters du Racing sont encore présents, malgré les performances sportives médiocres de ces dernières années.

#### Une troisième place encore accessible - Journées 40 à 42

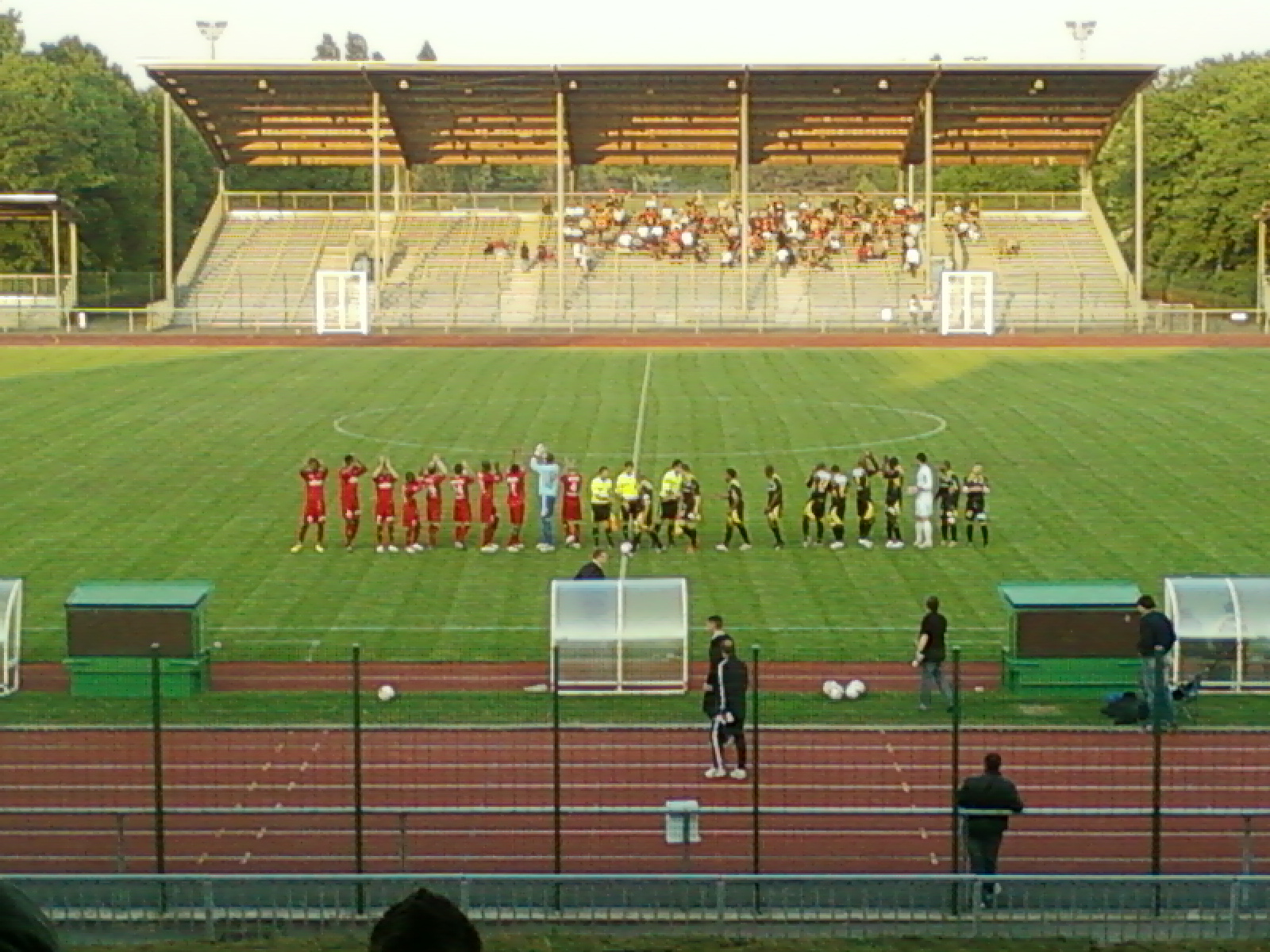
L'En Avant de Guingamp lors du match contre l'UJA Alfortville du 22 avril 2011 au stade Marville. C'est avec ce club que s'est jouée la 3e place.

Les supporters reprennent espoir lors du match de la 40e journée, joué à Rouen face au FC Rouen, un ancien club professionnel. Grâce à deux buts de Stéphane Noro à la 37e minute de jeu et d'Ali-Azouz Mathlouthi, qui fait par ailleurs son retour sur la pelouse après trois matches de suspension, à la 51e minute de jeu, le Racing s'impose 2-1. Ce résultat, combiné à une défaite de l'En Avant de Guingamp contre l'Amiens SC, permet aux Strasbourgeois de retrouver le podium pour la deuxième fois de la saison et ainsi maintenir l'espoir de montée, pour les deux journées restantes.
Le dernier match, lors de la 41e journée, joué contre l'Aviron bayonnais football club, aurait pu, si la Fédération française de football avait donné son accord, être joué à huis clos, selon un communiqué du président alsacien Jafar Hilali. La décision est accueillie avec beaucoup d'opposition, en particulier de la part de l'entraîneur Laurent Fournier, qui affirme aux Dernières Nouvelles d'Alsace « pour moi le foot est un spectacle. Et un match sans spectateurs, c'est une séance d'entraînement. Sans les spectateurs, c'est la mort. Et vendredi, je n'ai pas envie d'aller à un enterrement ».
Finalement, le match s'est joué devant un public, à la suite de l'invalidation du huis clos par les autorités. Le Racing l'emporte grâce à deux buts de Ledy à la 45e minute et de Noro à la 89e minute. Strasbourg reste donc troisième de ce Championnat de National 2010-2011.
Le Racing est exempt lors de la 42e et ultime journée. Il lui reste encore une chance de montée en cas de défaite de Guingamp face à Rouen. Pour favoriser ses chances d'accession, le président du club a proposé de donner une prime de 200 000 € aux joueurs du FC Rouen en cas de victoire. Cette proposition est invalidée par la FFF et Jafar Hilali doit la retirer du fil-info du site officiel du club. Finalement, Guingamp gagne 3 buts à 1 contre Rouen, le Racing retourne à la 4e place et doit remettre ses rêves de Ligue 2 à la saison suivante.

### Calendrier en Championnat de France de football National
En raison du passage tardif en appel devant le CNOSF du SC Bastia, le championnat National oppose cette année 21 clubs, l'UJA Alfortville ayant été promu en tant que meilleur deuxième de CFA.
| Date                       | Journée | Adversaire           | Lieu      | Score | Classement | Nombre de points |
| -------------------------- | ------- | -------------------- | --------- | ----- | ---------- | ---------------- |
| Matches Aller              |         |                      |           |       |            |                  |
| Samedi 7 août 2010         | J01     | Exempt               | /         | /     | 12         | 0                |
| Samedi 14 août 2010        | J02     | AS Cannes            | domicile  | 3-3   | 15         | 1                |
| Vendredi 20 août 2010      | J03     | En Avant de Guingamp | extérieur | 0-0   | 17         | 2                |
| Samedi 28 août 2010        | J04     | Niort FC             | domicile  | 0-0   | 16         | 3                |
| Samedi 4 septembre 2010    | J05     | SC Bastia            | extérieur | 1-0   | 19         | 3                |
| Samedi 11 septembre 2010   | J06     | SR Colmar            | domicile  | 2-0   | 13         | 6                |
| Mardi 14 septembre 2010    | J07     | Paris FC             | extérieur | 2-2   | 13         | 7                |
| Samedi 18 septembre 2010   | J08     | Gap                  | domicile  | 2-1   | 12         | 10               |
| Vendredi 24 septembre 2010 | J09     | FC Gueugnon          | extérieur | 1-1   | 14         | 11               |
| Mardi 28 septembre 2010    | J10     | Plabennec            | domicile  | 0-0   | 14         | 12               |
| Samedi 2 octobre 2010      | J11     | AS Beauvais          | extérieur | 2-1   | 14         | 12               |
| Vendredi 8 octobre 2010    | J12     | Fréjus Saint-Raphaël | domicile  | 2-0   | 12         | 15               |
| Mercredi13 octobre 2010    | J13     | Pacy-sur-Eure        | extérieur | 0-0   | 12         | 16               |
| Samedi 23 octobre 2010     | J14     | UJA Alfortville      | domicile  | 4-0   | 12         | 19               |
| Vendredi 5 novembre 2010   | J15     | US Créteil           | extérieur | 0-0   | 12         | 20               |
| Mardi 9 novembre 2010      | J16     | US Luzenac           | domicile  | 1-0   | 9          | 23               |
| Samedi 13 novembre 2010    | J17     | US Orléans           | extérieur | 1-1   | 9          | 24               |
| Mardi 27 novembre 2010     | J18     | Amiens SC            | domicile  | 1-1   | 10         | 25               |
| Samedi 18 décembre 2010    | J20     | FC Rouen             | domicile  | 1-1   | 11         | 26               |
| Matches Retour             |         |                      |           |       |            |                  |
| Mercredi 12 janvier 2011   | J19*    | Rodez                | extérieur | 0-3   | 8          | 29               |
| Samedi 15 janvier 2011     | J22     | AS Cannes            | extérieur | 1-0   | 9          | 29               |
| Mercredi 26 janvier 2011   | J21*    | Bayonne              | extérieur | 1-2   | 8          | 32               |
| Samedi 29 janvier 2011     | J24     | Niort FC             | extérieur | 0-2   | 8          | 35               |
| Samedi 5 février 2011      | J25     | SC Bastia            | domicile  | 1-1   | 8          | 36               |
| Mardi 8 février 2011       | J23*    | En Avant de Guingamp | domicile  | 2-1   | 6          | 39               |
| Samedi 12 février 2011     | J26     | SR Colmar            | extérieur | 1-2   | 5          | 42               |
| Samedi 19 février 2011     | J27     | Paris FC             | domicile  | 0-0   | 5          | 43               |
| Samedi 26 février 2011     | J28     | Gap                  | extérieur | 1-1   | 7          | 44               |
| Samedi 5 mars 2011         | J29     | FC Gueugnon          | domicile  | 2-1   | 4          | 47               |
| Samedi 12 mars 2011        | J30     | Plabennec            | extérieur | 0-2   | 4          | 50               |
| Samedi 19 mars 2011        | J31     | AS Beauvais          | domicile  | 1-0   | 4          | 53               |
| Samedi 26 mars 2011        | J32     | Fréjus Saint-Raphaël | extérieur | 1-2   | 4          | 56               |
| Samedi 2 avril 2011        | J33     | Pacy-sur-Eure        | domicile  | 1-0   | 4          | 59               |
| Samedi 9 avril 2011        | J34     | UJA Alfortville      | extérieur | 1-3   | 3          | 62               |
| Samedi 16 avril 2011       | J35     | US Créteil           | domicile  | 1-1   | 4          | 63               |
| Vendredi 22 avril 2011     | J36     | US Luzenac           | extérieur | 1-1   | 4          | 64               |
| Mardi 26 avril 2011        | J37     | US Orléans           | domicile  | 2-0   | 4          | 67               |
| Samedi 30 avril 2011       | J38     | Amiens SC            | extérieur | 1-1   | 4          | 68               |
| Samedi 7 mai 2011          | J39     | Rodez                | domicile  | 2-1   | 4          | 71               |
| Vendredi 13 mai 2011       | J40     | FC Rouen             | extérieur | 1-2   | 3          | 74               |
| Vendredi 20 mai 2011       | J41     | Bayonne              | domicile  | 2-0   | 3          | 77               |
| Vendredi 27 mai 2011       | J42     | Exempt               | /         | /     | 4          | 77               |

Remarques
- J19 : la rencontre Rodez-Strasbourg, initialement prévue le 4 décembre 2010, a été reportée en raison des chutes de neige[119]
- J21 : la rencontre Bayonne-Strasbourg, initialement prévue le 22 décembre 2010, a été reportée en raison des difficultés rencontrées par l'équipe de Strasbourg à se déplacer compte tenu des intempéries[120].
- J23 : le match Strasbourg-Guingamp, initialement prévu le 22 janvier 2011, a été reporté en raison de la coupe de France[121].

Légende
- Le club est en position de monter
- Le club est en position de relégable
- Victoire
- Match nul
- Défaite

### Classement final
Le Racing finit 4e de National et ne monte pas en Ligue 2. Il a un bilan de 20 victoires, 17 nuls et 3 défaites. Il a inscrit 56 buts et en a encaissé 27. Le club totalise 77 points soit trois de moins que son rival l'EA Guingamp, troisième au classement. Ainsi, ils ont la quatrième meilleure attaque du championnat, derrière Amiens et devant Beauvais, et la troisième meilleure défense, derrière Amiens et devant Cannes. Sur un total de 42 journées de championnat, Strasbourg n'est sur le podium qu'à trois reprises.
| \| Rang \| Équipe \| Pts \| J \| G \| N \| P \| Bp \| Bc \| Diff \| \| ---- \| --------------------- \| ---- \| -- \| -- \| -- \| -- \| -- \| -- \| ---- \| \| 1 \| SC Bastia (R) \| 91 \| 40 \| 27 \| 10 \| 3 \| 81 \| 24 \| +57 \| \| 2 \| Amiens SC \| 84 \| 40 \| 24 \| 12 \| 4 \| 58 \| 27 \| +31 \| \| 3 \| EA Guingamp (R) \| 80 \| 40 \| 23 \| 11 \| 6 \| 87 \| 36 \| +51 \| \| 4 \| RC Strasbourg (R) \| 77A \| 40 \| 20 \| 17 \| 3 \| 56 \| 27 \| +29 \| \| 5 \| AS Cannes \| 68B \| 40 \| 18 \| 14 \| 8 \| 51 \| 35 \| +16 \| \| 6 \| ÉFC Fréjus St-Raphaël \| 67 \| 40 \| 19 \| 10 \| 11 \| 56 \| 41 \| +15 \| \| 7 \| AS Beauvais \| 61 \| 40 \| 15 \| 16 \| 9 \| 53 \| 48 \| +5 \| \| 8 \| FC Rouen \| 59 \| 40 \| 15 \| 14 \| 11 \| 54 \| 44 \| +10 \| \| 9 \| US Orléans (P) \| 53 \| 40 \| 13 \| 14 \| 13 \| 43 \| 40 \| +3 \| \| 10 \| US Créteil-Lusitanos \| 51 \| 40 \| 13 \| 12 \| 15 \| 41 \| 48 \| -7 \| \| 11 \| Paris FC \| 49 \| 40 \| 11 \| 16 \| 13 \| 45 \| 46 \| -1 \| \| 12 \| US Luzenac \| 49 \| 40 \| 12 \| 13 \| 15 \| 39 \| 44 \| -5 \| \| 13 \| Chamois niortais (P) \| 49 \| 40 \| 13 \| 10 \| 17 \| 46 \| 46 \| 0 \| \| 14 \| Pacy VEF \| 45BC \| 40 \| 13 \| 8 \| 19 \| 41 \| 47 \| -6 \| \| 15 \| SR Colmar (P) \| 44 \| 40 \| 11 \| 11 \| 18 \| 34 \| 48 \| -14 \| \| 16 \| Gap HAFC (P) \| 43B \| 40 \| 11 \| 10 \| 19 \| 44 \| 62 \| -18 \| \| 17 \| Aviron bayonnais \| 43D \| 40 \| 11 \| 10 \| 19 \| 36 \| 58 \| -22 \| \| 18 \| Rodez AF \| 40 \| 40 \| 11 \| 7 \| 22 \| 41 \| 63 \| -22 \| \| 19 \| Stade plabennecois \| 37 \| 40 \| 9 \| 12 \| 19 \| 33 \| 52 \| -19 \| \| 20 \| UJA Alfortville (P) \| 28 \| 40 \| 6 \| 10 \| 24 \| 36 \| 79 \| -43 \| \| 21 \| FC Gueugnon \| 16E \| 40 \| 3 \| 7 \| 30 \| 21 \| 81 \| -60 \| | Légende - 1er, 2e, 3e : promotion en Ligue 2 2011-2012 - 5e, 14e, 16e, 18e, 19e, 20e : relégation ou rétrogradation en CFA 2011-2012 - 4e : rétrogradation en CFA 2 2011-2012 - 21e : rétrogradation en DH Bourgogne (P) : promu de CFA 2009-2010 (R) : club relégué de Ligue 2 2009-2010 |      |    |    |    |    |    |    |      |
| Rang | Équipe | Pts  | J  | G  | N  | P  | Bp | Bc | Diff |
| 1 | SC Bastia (R) | 91   | 40 | 27 | 10 | 3  | 81 | 24 | +57  |
| 2 | Amiens SC | 84   | 40 | 24 | 12 | 4  | 58 | 27 | +31  |
| 3 | EA Guingamp (R) | 80   | 40 | 23 | 11 | 6  | 87 | 36 | +51  |
| 4 | RC Strasbourg (R) | 77A  | 40 | 20 | 17 | 3  | 56 | 27 | +29  |
| 5 | AS Cannes | 68B  | 40 | 18 | 14 | 8  | 51 | 35 | +16  |
| 6 | ÉFC Fréjus St-Raphaël | 67   | 40 | 19 | 10 | 11 | 56 | 41 | +15  |
| 7 | AS Beauvais | 61   | 40 | 15 | 16 | 9  | 53 | 48 | +5   |
| 8 | FC Rouen | 59   | 40 | 15 | 14 | 11 | 54 | 44 | +10  |
| 9 | US Orléans (P) | 53   | 40 | 13 | 14 | 13 | 43 | 40 | +3   |
| 10 | US Créteil-Lusitanos | 51   | 40 | 13 | 12 | 15 | 41 | 48 | -7   |
| 11 | Paris FC | 49   | 40 | 11 | 16 | 13 | 45 | 46 | -1   |
| 12 | US Luzenac | 49   | 40 | 12 | 13 | 15 | 39 | 44 | -5   |
| 13 | Chamois niortais (P) | 49   | 40 | 13 | 10 | 17 | 46 | 46 | 0    |
| 14 | Pacy VEF | 45BC | 40 | 13 | 8  | 19 | 41 | 47 | -6   |
| 15 | SR Colmar (P) | 44   | 40 | 11 | 11 | 18 | 34 | 48 | -14  |
| 16 | Gap HAFC (P) | 43B  | 40 | 11 | 10 | 19 | 44 | 62 | -18  |
| 17 | Aviron bayonnais | 43D  | 40 | 11 | 10 | 19 | 36 | 58 | -22  |
| 18 | Rodez AF | 40   | 40 | 11 | 7  | 22 | 41 | 63 | -22  |
| 19 | Stade plabennecois | 37   | 40 | 9  | 12 | 19 | 33 | 52 | -19  |
| 20 | UJA Alfortville (P) | 28   | 40 | 6  | 10 | 24 | 36 | 79 | -43  |
| 21 | FC Gueugnon | 16E  | 40 | 3  | 7  | 30 | 21 | 81 | -60  |

Notes
A La liquidation judiciaire de Strasbourg est définitivement entérinée le 22 août 2011. Le club repart alors en CFA 2.
B Cannes et Gap sont rétrogradés en CFA le 15 juillet 2011. Pacy-sur-Eure est également rétrogradé en CFA par la DNCG le 25 mai 2011 pour raisons financières ; le club décide de ne pas faire appel de cette décision lors de son assemblée générale du 23 juin.
C Incluant deux points de pénalité. Trois points en moins sont infligés à Pacy pour problèmes financiers le 25 novembre, lesquels sont ramenés à deux points de pénalité en mars 2011 à la suite d'une erreur de procédure de la DNCG.
D Bayonne est repêché par la FFF, le 18 juillet 2011.
E Gueugnon est rétrogradé en DH, le 8 juillet 2011.

## Parcours en coupes

### Coupe de France de football
À la grande surprise des supporters, Strasbourg fait cette saison son meilleur parcours en Coupe de France depuis 2001-2002 en atteignant les huitièmes de finale de la compétition.
Le Racing entre en lice dès le 5e tour de la coupe de France de football 2010-2011. Son premier match est joué face à la petite équipe d'Ohlungen, qui joue en promotion d'Excellence (neuvième division française). Il voit le RCS s'imposer sans problème sur le score de trois buts à zéro.
Au 6e tour, le Racing affronte l'US Reipertswiller, au Stade-de-la-Forêt. Le club de cette commune du nord de l'Alsace est connu pour ses brillants parcours en Coupe de France, atteignant notamment les huitièmes de finale en 1989 où, face à l'US Créteil, il perd après avoir poussé ce club de D2 aux tirs-au-but. Néanmoins, aucun miracle n'aura lieu pour le pensionnaire de Division d'Honneur (D6 française) face au Racing, qui gagne encore une fois sur le score de trois buts à zéro.
Le 7e tour oppose le club strasbourgeois à l'US Soucht, club lorrain de Division d'Honneur Régionale (D7 française). La rencontre, maîtrisée, voit le Racing s'imposer par sept buts à un, notamment grâce à un doublé de Hadji.
Au huitième tour, c'est un club de Division d'Honneur, l'Entente sportive thaonnaise, qui accueille au Racing. Strasbourg sort une nouvelle fois victorieux, cette fois-ci sur le score de trois buts à zéro, après avoir dû cependant essuyer un carton rouge de Marcio à la 66e minute.
Les trente-deuxièmes de finale opposent le RCS au club francilien de l'AS Poissy, qui évolue en CFA. La rencontre est plus difficile et, juste après avoir ouvert le score, le Racing est rattrapé par Poissy, qui transforme un penalty à la 42e minute. Billy Ketkeophomphone donne l'avantage aux strasbourgeois à la 58e minute et les qualifie pour les seizièmes de finale.
Les seizièmes de finale voient le Racing confronté, pour la première fois à domicile, à l'Evian TG FC, club en tête de la Ligue 2 et tombeur de l'Olympique de Marseille au tour précédent. Grâce à un penalty transformé par Ali-Azouz Mathlouthi à la 28e minute, le Racing s'impose et accède aux huitièmes de finale, où il chute néanmoins face au SCO Angers, un autre club de Ligue 2 (2-1).

### Coupe de la Ligue française de football
Cette année, le Racing entame la Coupe de la ligue française de football 2010-2011 dès le tour préliminaire du fait de sa relégation en Championnat de France de football National.
Pour son match contre Évian Thonon-Gaillard, le Racing dispose d'un groupe composé de douze joueurs professionnels uniquement. Néanmoins, le début du match est plutôt vif et animé. Le premier but est marqué par le Savoyard Youssef Adnane, à la suite d'un penalty accordé en raison d'une faute de main de Milovan Sikimić. Les Strasbourgeois parviennent à égaliser six minutes plus tard, sur une action d'Ali-Azouz Mathlouthi, qui marque alors le premier but de la saison.
Le Racing tient le match nul, un but étant même refusé à l'ETG à la 95e minute. Au bout des quatre-vingt-dix minutes réglementaires, les deux équipes étant toujours à égalité, les prolongations sont acquises. Les Ciel-et-Blanc prennent l'avantage à la 96e minute grâce à un but du défenseur serbe Sikimić, mais à trois minutes de la fin, Hervé Bugnet, face à un Racing à bout de forces, parvient à égaliser. Ce sont donc les tirs au but.
Le gardien strasbourgeois, Vauvernagues Kéhi n'arrête aucun des penalties Savoyards, récemment promus en Ligue 2. C'est Victor Correia qui rate son tir pour le Racing, permettant ainsi la qualification de l'ETG,,.

## Issue de la saison
À l'issue de la saison, le Racing Club de Strasbourg est quatrième de Championnat de France de football National. Son parcours en coupe de France de football 2010-2011 le voit atteindre les huitièmes de finale, tandis qu'il est éliminé dès le premier tour en Coupe de la Ligue française de football 2010-2011.
| Compétition       | Classement final | M.J. | G. | N. | P. |
| ----------------- | ---------------- | ---- | -- | -- | -- |
| National          | 4e / 21          | 40   | 20 | 17 | 3  |
| Coupe de France   | 8e de finale     | 7    | 6  | 0  | 1  |
| Coupe de la Ligue | 1er tour         | 1    | 0  | 1  | 0  |

Cependant, son maintien en National n'est pas assuré et le club passe devant la DNCG le 9 juin 2011. À l'issue de ce passage, Jafar Hilali annonce l'abandon de la section professionnelle qui existait depuis 1933, hormis durant la période de la Seconde Guerre Mondiale, où les Allemands ont obligé l'équipe à jouer en niveau amateur. On pense alors que c'est une perte inestimable dans le paysage du football professionnel français. Néanmoins, le 12 juin, on apprend que Jafar Hilali, qui aurait trouvé un repreneur « sérieux », décide de revenir sur sa décision et de garder le statut professionnel.
Les rebondissements continuent et le vendredi 8 juillet 2011, la commission d'appel de la DNCG confirme la rétrogradation du RC Strasbourg en CFA, malgré la tentative de reprise par Sébastien Graeff. Le club perd son statut professionnel pour la première fois depuis 1933, à l'exception notable de la période de la Seconde Guerre mondiale. Le 11 juillet 2011, Graeff jette l'éponge et Hilali vend ses parts dans le club pour un euro symbolique à Thomas Fritz, un supporter inconnu. Ce dernier ne sera jamais président du Racing de fait, le conseil de surveillance du club ayant refusé de lui donner les rênes et réclamant un administrateur provisoire.
Le 18 juillet 2011, le Racing est disqualifié de la Coupe de la Ligue de football 2011-2012 par la Commission des Compétitions de la LFP ; et ceci pour la première fois de son histoire. Le match Boulogne-Strasbourg n'a donc pas lieu et l'équipe de Boulogne-sur-Mer est directement qualifiée pour le second tour. Le même jour, le club est placé en redressement judiciaire. Alain Fontanel déclare alors « Le passage devant le tribunal est une étape obligatoire pour tourner la page Hilali. Bien évidemment, ce qui est arrivé est un déchirement. Les responsabilités sont clairement identifiées ». François Keller, entraîneur de la réserve, prend la place de Laurent Fournier puis de Jacques Canosi comme entraîneur de l'équipe première le 20 juillet 2011. Le lundi 22 août 2011, la section professionnelle du club (SASP) est placée en liquidation judiciaire avec effet immédiat par la chambre commerciale du tribunal de grande instance de Strasbourg. Un juge commissaire a été nommé pour vendre les actifs restants du club, principalement la marque Racing Club de Strasbourg. Le mercredi 24 août 2011, la Fédération française de football (FFF) confirme la rétrogradation du Racing en CFA 2.

## Joueurs

### Effectif
L'effectif comprend 23 joueurs.

### Statistiques individuelles
Le tableau suivant récapitule les statistiques individuelles des joueurs du RC Strasbourg cette saison : 
| Nat. | Nom                   | National | National | Coupe de France | Coupe de France | Coupe de la Ligue | Coupe de la Ligue | Total | Total |
| Nat. | Nom                   | M.J.     | Buts     | M.J.            | Buts            | M.J.              | Buts              | M.J.  | Buts  |
| ---- | --------------------- | -------- | -------- | --------------- | --------------- | ----------------- | ----------------- | ----- | ----- |
|      | David Ledy            | 37       | 11       | 6               | 2               | 1                 | 0                 | 44    | 13    |
|      | Julien Outrebon       | 38       | 4        | 6               | 0               | 0                 | 0                 | 44    | 4     |
|      | Milovan Sikimic       | 37       | 1        | 6               | 0               | 1                 | 1                 | 44    | 2     |
|      | Loïc Damour           | 34       | 1        | 5               | 1               | 1                 | 0                 | 40    | 2     |
|      | Stéphane Pichot       | 36       | 0        | 4               | 1               | 0                 | 0                 | 40    | 1     |
|      | Régis Gurtner         | 40       | 0        | 0               | 0               | 0                 | 0                 | 40    | 0     |
|      | Ali-Azouz Mathlouthi  | 33       | 13       | 4               | 2               | 1                 | 1                 | 38    | 16    |
|      | Francisco Donzelot    | 32       | 0        | 5               | 1               | 1                 | 0                 | 38    | 1     |
|      | Billy Ketkeophomphone | 29       | 5        | 6               | 6               | 1                 | 0                 | 36    | 11    |
|      | Benjamin Genghini     | 31       | 2        | 5               | 1               | 0                 | 0                 | 36    | 3     |
|      | Jocelyn Ahoueya       | 24       | 1        | 5               | 0               | 0                 | 0                 | 29    | 1     |
|      | Alexi Peuget          | 25       | 2        | 2               | 0               | 1                 | 0                 | 28    | 2     |
|      | Stéphane Noro         | 20       | 8        | 2               | 0               | 0                 | 0                 | 22    | 8     |
|      | Bill Tchato           | 19       | 1        | 3               | 0               | 0                 | 0                 | 22    | 1     |
|      | Marcio                | 17       | 0        | 4               | 0               | 0                 | 0                 | 21    | 0     |
|      | Yannick Yenga         | 17       | 2        | 1               | 0               | 0                 | 0                 | 18    | 2     |
|      | Samir Hadji           | 11       | 1        | 5               | 0               | 1                 | 0                 | 17    | 1     |
|      | Tristan M'Bongo       | 12       | 2        | 2               | 1               | 0                 | 0                 | 14    | 3     |
|      | Nicolas Belvito       | 10       | 0        | 2               | 0               | 0                 | 0                 | 12    | 0     |
|      | Yohan Betsch          | 10       | 0        | 0               | 0               | 0                 | 0                 | 10    | 0     |
|      | Vauvernagues Kéhi     | 0        | 0        | 7               | 0               | 1                 | 0                 | 8     | 0     |
|      | Cyriaque Rivieyran    | 4        | 0        | 1               | 0               | 0                 | 0                 | 5     | 0     |
|      | Nouha Dicko           | 3        | 0        | 1               | 0               | 0                 | 0                 | 4     | 0     |
|      | Eric Nyatchou Ndema   | 0        | 0        | 4               | 0               | 0                 | 0                 | 4     | 0     |
|      | Brian Amofa           | 2        | 0        | 0               | 0               | 1                 | 0                 | 3     | 0     |
|      | Raphaël Gherardi      | 2        | 0        | 1               | 0               | 0                 | 0                 | 3     | 0     |
|      | Victor Correia        | 2        | 0        | 0               | 0               | 1                 | 0                 | 3     | 0     |
|      | Mamadou Bah           | 1        | 0        | 0               | 0               | 1                 | 0                 | 2     | 0     |
|      | Yann Benedick         | 1        | 0        | 1               | 0               | 0                 | 0                 | 2     | 0     |
|      | Morgan Ancian         | 0        | 0        | 1               | 0               | 0                 | 0                 | 1     | 0     |
|      | Adel Benchenane       | 0        | 0        | 1               | 0               | 0                 | 0                 | 1     | 0     |
|      | Jean-Alain Fanchone   | 0        | 0        | 0               | 0               | 1                 | 0                 | 1     | 0     |
|      | Jérémy Faug-Porret    | 0        | 0        | 1               | 0               | 0                 | 0                 | 1     | 0     |
|      | Boubacar Kébé         | 0        | 0        | 0               | 0               | 0                 | 0                 | 0     | 0     |

### Joueurs en sélection nationale

#### Équipe de France
Aucun joueur de l'effectif n'est sélectionné en équipe de France de football, seul Loïc Damour est appelé en équipe de France espoirs. Le 3 octobre 2010, il est convoqué pour un stage de présélection avec les espoirs. En mai, il participe à deux matches avec l'équipe de France des moins de 20 ans contre les États-Unis qui se soldent par un match nul et une victoire. Il est ensuite sélectionné avec les espoirs et dispute le Tournoi de Toulon. Il participe à la finale de cette compétition, perdue aux tirs au but face à l'équipe de Colombie.

#### Sélections étrangères
Jocelyn Ahoueya, international béninois, annonce le 10 février 2011 refuser la sélection pour accorder sa priorité au Racing. Il participe néanmoins à l'intégralité du match l'opposant à la Côte d'Ivoire, dans le cadre des éliminatoires de la Coupe d'Afrique des nations 2012. C'est l'équipe de Didier Drogba qui s'impose, sur le score de deux buts à un.
Les autres joueurs internationaux, Tristan M'Bongo et Yannick Yenga, qui avaient déjà été sélectionnés en équipe de République démocratique du Congo,, n'ont pas été sollicités durant cette saison.

## Aspects socio-économiques

### Problèmes financiers
Déjà lors de la saison précédente, le RC Strasbourg est en déficit de 1,23 million d'euros.
Il est en solde négatif de 7,959 millions d'euros. En outre, les transferts de joueur rapportent au club 2,145 millions d'euros. Le résultat financier sur cette période est lui négatif de 304 000 euros. Le déficit de 1,23 million d'euros est obtenu après prise en compte de l'abandon de compte courant de deux actionnaires à hauteur de 4,9 millions d'euros : 3,4 pour l'ancien président Philippe Ginestet et 1,5 pour le nouvel actionnaire Alain Fontenla.
L'actionnaire majoritaire, Jafar Hilali, a dû éponger à sa charge le déficit du club pour que la DNCG réintègre en appel le club dans le Championnat de France de Football National, où il avait été relégué, et non en CFA, le quatrième niveau du football français, où il avait été intégré,.
Cette saison, le Racing est en déficit de 4,8 millions d'euros. Pour éponger ses dettes, le Racing risque de vendre nombre de ses joueurs, son matériel, ou de licencier certains de ses salariés.
Le 18 avril 2011, Jafar Hilali se dit « prêt au dépôt de bilan » et Alain Fontanel confie aux Dernières Nouvelles d'Alsace « Alors que ses recettes sont comparables à celles d'un club amateur, ses dépenses sont encore celles d'un club de première moitié de Ligue 2. Il y a un risque réel de dépôt de bilan avant même la fin de saison. Dans ce cas le club serait relégué en CFA 2 sous réserve toutefois de trouver un repreneur. Mais qui investirait au 5e échelon national ? Faute de repreneur, le Racing serait déchu de tous ses droits sportifs et pourrait, au mieux, recommencer en DH. Même la marque Racing Club de Strasbourg tomberait dans le domaine public et n'importe qui pourrait s'en emparer ».
À l'issue de la saison, Hilali veut vendre, pour 4 à 10 millions d'euros. Un trio composé de Jérôme de Bontin, Éric Gousset et José Cobos s'est déclaré intéressé, sans suite.
Après le match opposant le RCS au Amiens Sporting Club de la 38e journée joué le 30 avril 2011 au Stade de la Licorne, l'entraîneur Laurent Fournier n'ayant pas reçu d'enveloppe pour régler les frais de logement de son équipe, a fait un chèque de 1 180 € pour payer avec son argent personnel l'hôtel francilien où son équipe a dormi. Cette anecdote montre bien les problèmes financiers du Racing pendant cette saison.

### Affluences
Pour sa première saison en National, Strasbourg réalise sa quatrième pire affluence depuis 1946, avec une moyenne de 6 165 spectateurs par match à domicile. Pour trouver de plus mauvaises affluences, il faut retourner en 1976-1977, en 1986-1987, ou en 1990.
Lors de cette édition du championnat de France de football National, ce sont les quatre clubs professionnels qui enregistrent les meilleures affluences. Le RC Strasbourg se place sur le podium, derrière l'EA Guingamp, avec une moyenne de 7 322 spectateurs. Par rapport à la saison précédente, c'est le club qui enregistre la deuxième plus forte baisse d'affluence, derrière le FC Gueugnon, avec 46,6 % d'affluence en moins par rapport à 2009-2010.
| Rang | Club          | Moyenne | matches | Évolution | Stade               | Capacité | Taux de remplissage moyen |
| ---- | ------------- | ------- | ------- | --------- | ------------------- | -------- | ------------------------- |
| 1    | EA Guingamp   | 7 322   | 20      | -32,1 %   | Stade du Roudourou  | 18 036   | 41 %                      |
| 2    | RC Strasbourg | 6 166   | 20      | -45,6 %   | Stade de la Meinau  | 29 000   | 21 %                      |
| 3    | Amiens SC     | 5 971   | 20      | +0,8 %    | Stade de la Licorne | 12 097   | 49 %                      |

On observe deux pics d'affluence, le premier lors du match opposant le RC Strasbourg aux Sports réunis Colmar du 11 septembre 2011, et le second lors du match opposant les Strasbourgeois à l'Aviron bayonnais football club. Le match avec Colmar est considéré comme une fête régionale, comme un véritable derby d'Alsace. Quant au match contre l'équipe de Bayonne, il s'agit du dernier match de la saison à domicile.
À l'extérieur, le Racing attire, dans la mesure où, d'une part, il fait partie des relégués de Ligue 2 et, d'autre part, son nom fait rêver les autres équipes par son prestige, Strasbourg restant dans l'imaginaire collectif une grande équipe de football.
Affluence du RC Strasbourg à domicile en championnat

### Couverture médiatique
À la radio, tous les matches de la saison sont diffusés en intégralité sur France Bleu Alsace, commentés par Lucille Guillotin.
Cinq rencontres de la saison font également l'objet d'une retransmission télévisuelle. Les derbies alsaciens entre le RC Strasbourg et les SR Colmar du 11 septembre 2010 et du 13 février 2011 sont diffusés sur France 3 Alsace. Le match de championnat Amiens SC - RC Strasbourg du 30 avril 2011 est retransmis sur France 3 Picardie, tandis que le seizième de finale de la Coupe de France opposant le RC Strasbourg à l'Évian Thonon-Gaillard Football Club du 22 janvier 2011 l'est sur Eurosport. Le match de championnat AS Cannes - RC Strasbourg, perdu 1-0, est quant à lui retransmis sur France 3 Côte d'Azur et France 3 Alsace.
Dans la presse écrite, la majorité des éditions de L'Alsace, des Dernières Nouvelles d'Alsace (DNA) et de l'édition strasbourgeoise du 20 Minutes comportent un article concernant le Racing. Le club est en outre présent treize fois en une des DNA avec les titres suivants :
- Samedi 3 juillet 2010 : « Football - Le Racing en grand danger » ;
- Mardi 20 juillet 2010 : « Racing - une bouffée d'oxygène » ;
- Jeudi 22 juillet 2010 : « Dans l'attente de la décision de la DNCG - Heures cruciales pour le Racing » ;
- Samedi 11 septembre 2010 : « RC Strasbourg-SR Colmar - Un derby historique pour se relancer » ;
- Dimanche 12 septembre 2010 : « RC Strasbourg-SR Colmar: 2-0 - Un Racing efficace, des Verts trop verts » ;
- Dimanche 10 octobre 2010 : « Racing Club de Strasbourg - Jafar Hilali attise les rancœurs » ;
- Mercredi 27 avril 2011 : « Le Racing garde espoir » ;
- Mercredi 18 mai 2011 : « Hilali : jusqu'où osera-t-il aller? » ;
- Samedi 21 mai 2011 : « Racing : tout espoir n'est pas perdu » ;
- Mercredi 25 mai 2011 : « Le Racing de 1979 à aujourd'hui - La chute sans fin, pourquoi ? » ;
- Samedi 28 mai 2011 : « Le Racing reste en National - Le début de la fin ? » ;
- Jeudi 9 juin 2011 : « Football : Fournier s'en va, le Racing en péril » ;
- Vendredi 10 juin 2011 : « Racing : vers la fin du professionnalisme ».

## Équipe réserve
L'équipe réserve du Racing Club de Strasbourg, après une saison calamiteuse en Championnat de France amateur de football, est reléguée en Championnat de France amateur 2 de football à l'issue de son exercice 2009-2010.
Cette équipe, dont le capitaine est à vingt-deux reprises le défenseur Jérémy Faug-Porret, commence sa saison par une série de neuf matches amicaux, contre le FCSR Haguenau, le FC Illhaeusern, Vauban Strasbourg, l'US Reipertswiller, le FC Soleil Bischheim, les SR Colmar, l'ASC Biesheim, l'AS Ernolsheim sur Bruche et le SC Schiltigheim. Le bilan est légèrement positif, avec quatre victoires, dont notamment un résultat sans appel face à l'ASC Biesheim vaincu sur le score de cinq buts à zéro. On peut aussi citer le match face à Illhauesern, où les Strasbourgeois gagnent par quatre buts à zéro. D'autre part, le RCS II réalise trois matches nuls, face à Haguenau, Vauban Strasbourg et Colmar, et perd deux fois, face à Bischheim Soleil et au SC Schiltigheim.
En championnat, la saison commence d'une manière plutôt médiocre, avec deux défaites d'affilée, face à Selongey et Saint Louis Neuweg. Cependant, l'équipe réserve réussit à se reprendre et enchaîne avec une série de six matches sans défaite, dont quatre victoires, notamment un succès par quatre buts à un face à l'US Forbach, lors de la sixième journée. Cette période d'invincibilité est interrompue par une défaite contre les SR Saint-Dié, par deux buts à un. Cette défaite est suivie par un match nul contre Vesoul Haute-Saône Football
Néanmoins, l'équipe se reprend et enchaîne trois victoires, dont une face à un adversaire capital pour la montée : l'équipe réserve du Dijon FCO, un club de Ligue 2 dont l'équipe première réalise également des performances intéressantes, qui se concluront par la montée en Ligue 1. Devant 200 spectateurs, cette équipe, qui occupe la première place du groupe, est dominée par les Strasbourgeois et termine le match sur une lourde défaite par trois buts à zéro. À la dix-septième journée, Strasbourg II prend la tête du championnat, à la place de Dijon II.
Au match suivant, Strasbourg perd face à Saint Louis Neuweg mais réalise ensuite une série de quatre victoires, série suivie par un « coup de mou » matérialisé par trois matches nuls et une défaite. Cependant, pour la fin de saison, de la journée 23 à la journée 30, à l'exception d'un match nul face à Vesoul Haute-Saône Football et d'une dernière défaite face au voisin de l'AS Illzach Modenheim, le RCS II gagne tous ses autres matches et termine premier de son groupe, avec 88 points.
Le meilleur buteur est Yann Benedick, avec treize réalisations, tandis que le meilleur passeur est Raphaël Gheradi, avec quatre actions décisives.
| Matches aller | Matches aller     | Matches aller            | Matches aller | Matches retour | Matches retour  | Matches retour           | Matches retour |
| J             | Date              | Affiche                  | Score         | J              | Date            | Affiche                  | Score          |
| ------------- | ----------------- | ------------------------ | ------------- | -------------- | --------------- | ------------------------ | -------------- |
| J1            | 21 août 2010      | SC Selongey - RCS II     | 1-0           | J13            | 26 février 2011 | RCS II - Jarville JF     | 1-0            |
| J2            | 29 août 2010      | RCS II - Saint-Louis     | 0-1           | J12            | 2 mars 2011     | ASIM - RCS II            | 1-2            |
| J3            | 5 septembre 2010  | Auxerre III - RCS II     | 0-0           | J18            | 5 mars 2011     | US Sarre-Union - RCS II  | 0-1            |
| J4            | 12 septembre 2010 | RCS II - US Sarre-Union  | 4-0           | J19            | 12 mars 2011    | RCS II - SC Schiltigheim | 1-1            |
| J5            | 25 septembre 2010 | SC Schiltigheim - RCS II | 1-2           | J20            | 19 mars 2011    | US Forbach - RCS II      | 1-0            |
| J6            | 9 octobre 2010    | RCS II - US Forbach      | 4-1           | J21            | 26 mars 2011    | RCS II - Jarville JF     | 1-0            |
| J7            | 23 octobre 2010   | Dole Jura - RCS II       | 0-2           | J22            | 2 avril 2011    | Saint-Dizier - RCS II    | 2-2            |
| J8            | 6 novembre 2010   | RCS II - Saint-Dizier    | 0-0           | J23            | 9 avril 2011    | RCS II - SR Saint-Dié    | 3-1            |
| J9            | 13 novembre 2010  | SR Saint-Dié - RCS II    | 2-1           | J24            | 16 avril 2011   | Vesoul HSF - RCS II      | 1-1            |
| J10           | 27 novembre 2010  | RCS II - Vesoul HSF      | 0-0           | J25            | 30 avril 2011   | RCS II - Troyes II       | 1-0            |
| J11           | 9 janvier 2011    | Troyes II - RCS II       | 2-4           | J26            | 7 mai 2011      | RCS II - ASIM            | 0-1            |
| J14           | 29 janvier 2011   | ASPV Strasbourg - RCS II | 1-2           | J27            | 14 mai 2011     | Jarville JF - RCS II     | 0-3            |
| J15           | 5 février 2011    | RCS II - Dijon II        | 3-0           | J28            | 21 mai 2011     | RCS II - ASPV Strasbourg | 3-0            |
| J16           | 12 février 2011   | Saint-Louis - RCS II     | 2-1           | J29            | 28 mai 2011     | Dijon II - RCS II        | 0-2            |
| J17           | 20 février 2011   | RCS II - Auxerre III     | 1-0           | J30            | 4 juin 2011     | RCS II - SC Selongey     | 3-2            |

| Rang | Équipe                | Pts | J  | G  | N  | P  | Bp | Bc | Diff |
| ---- | --------------------- | --- | -- | -- | -- | -- | -- | -- | ---- |
| 1    | Strasbourg RC B (R)   | 88  | 30 | 17 | 7  | 6  | 47 | 21 | +26  |
| 2    | Dijon FCO B           | 83  | 30 | 15 | 8  | 7  | 53 | 36 | +17  |
| 3    | US Sarre-Union        | 82  | 30 | 14 | 10 | 6  | 50 | 36 | +14  |
| 4    | FC Saint-Louis Neuweg | 82  | 30 | 15 | 7  | 8  | 46 | 36 | +10  |
| 5    | Vesoul HSF (R)        | 76  | 30 | 11 | 13 | 6  | 42 | 35 | +7   |
| 6    | SC Schiltigheim (P)   | 76  | 30 | 13 | 7  | 10 | 37 | 29 | +8   |
| 7    | ES Troyes AC B        | 74  | 30 | 11 | 11 | 8  | 57 | 32 | +25  |
| 8    | AJ Auxerre C          | 70  | 30 | 9  | 13 | 8  | 39 | 28 | +11  |
| 9    | US Forbach (P)        | 69  | 30 | 11 | 6  | 13 | 33 | 45 | -12  |
| 10   | AS Illzach Modenheim  | 68  | 30 | 10 | 8  | 12 | 49 | 49 | 0    |
| 11   | Jarville JF           | 65  | 30 | 10 | 5  | 15 | 37 | 54 | -17  |
| 12   | CO St Dizier          | 63  | 30 | 8  | 9  | 13 | 28 | 49 | -21  |
| 13   | SR St Dié             | 62  | 30 | 8  | 8  | 14 | 36 | 51 | -15  |
| 14   | Selongey SC           | 61  | 30 | 6  | 13 | 11 | 30 | 43 | -13  |
| 15   | Vauban Strasbourg     | 57  | 30 | 6  | 9  | 15 | 30 | 42 | -12  |
| 16   | Jura Dolois (P)       | 53  | 30 | 5  | 8  | 17 | 32 | 60 | -28  |

## Extra-sportif

### Stade

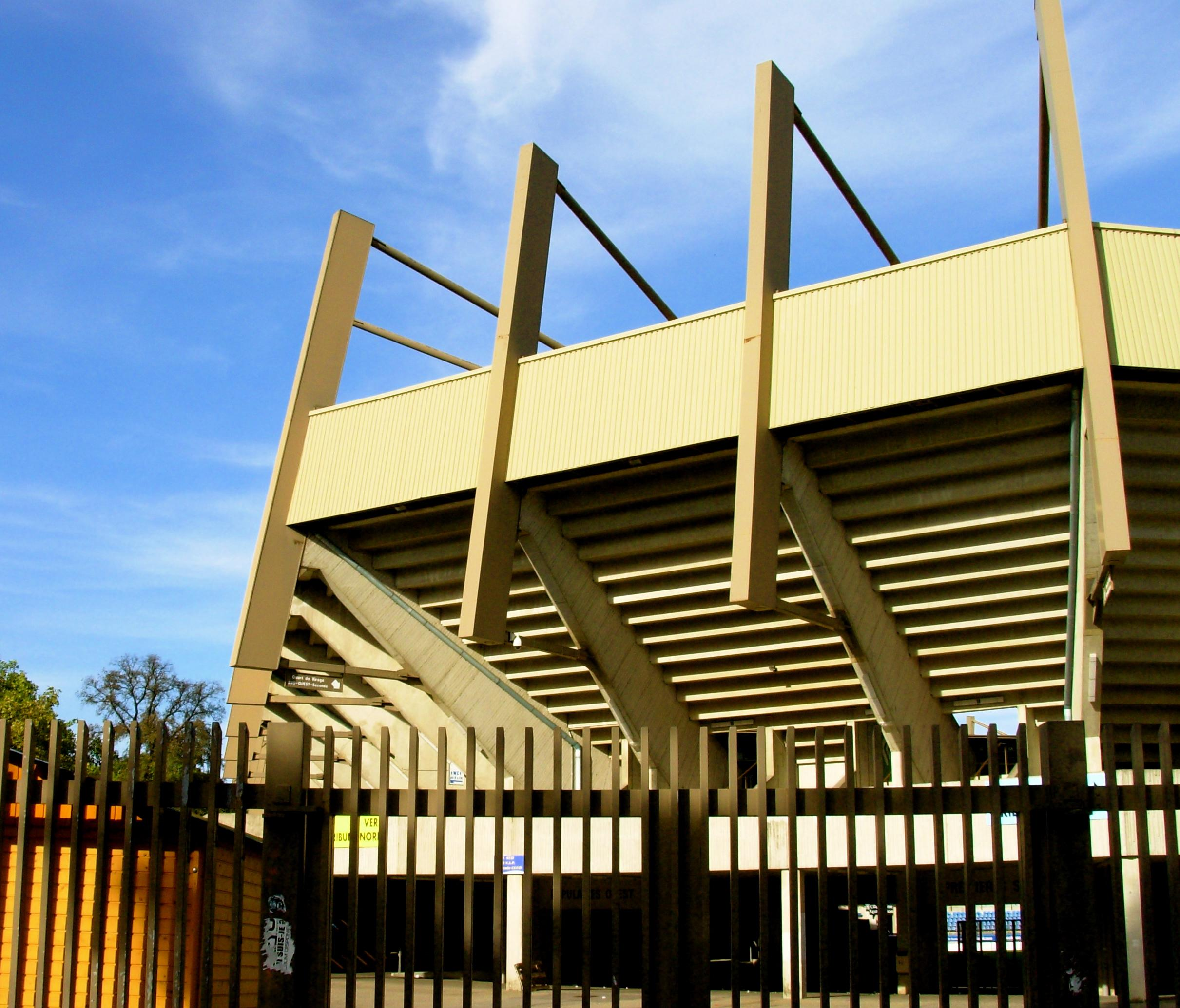
Le Stade de la Meinau, où le Racing joue ses matches à domicile

En raison de la relégation du Racing Club de Strasbourg, la tribune est du stade de la Meinau est fermée. En effet, cette saison-là voit la fréquentation du stade diminuer drastiquement, pour être plus proche des 5 000 à 6 000 spectateurs que des 29 000 que peuvent accueillir les tribunes au maximum. Cette baisse de fréquentation dramatique est due en particulier au prix des places, qui se rapprochent encore de ceux pratiqués quand le club était en Ligue 1, alors qu'il joue en National.
Le loyer du stade de la Meinau a été fortement réduit, passant de 450 000 € par mois à 100 000 €. À l'issue de la saison, le club doit 135 000 € de loyers impayés à la ville de Strasbourg. L'avenir du stade est incertain, mais le club continue néanmoins d'y jouer pour la saison 2011-2012.
Le président du club, Jafar Hilali, a d'ores et déjà proposé la vente des équipements de la filiale d'entretien « Racing Espaces Verts », soit près de 300 000 à 500 000 € de tondeuses, tracteurs et bâches, qui ont pourtant permis au Racing de ne reporter aucun match pour cause de pelouse impraticable depuis fin 2006.
Dans la mesure où le Racing Club de Strasbourg est le seul club de National à payer la location de son stade, Jafar Hilali a proposé le 2 mai 2011 de faire jouer le club au Stade de l'Ill en cas de non-montée en Ligue 2. Ce stade aurait alors entièrement pris en charge par la ville de Mulhouse.

### Conflit entre Jafar Hilali et la section amateur du RC Strasbourg
Cette saison est notamment marquée par un fort conflit opposant la section amateur du club et le président de la section professionnelle, Jafar Hilali. Ce dernier s’est également lancé dans une guerre contre l’association Racing Club de Strasbourg, présidée par Patrick Spielmann, et lui réclame près de 294 000 € au titre de paiements de quatre années de salaire des employés du centre de formation du club.
De plus, Jafar Hilali est devenu, selon un sondage réalisé en début de saison par le site racingstub.com, l'une des personnalités des plus détestées de Strasbourg, avec près de 94 % de votes favorables à son départ. Cependant, d'une part, le centre de formation, racheté par la ville en début de saison, est classé 8e de France et, d'autre part, c'est l'association amateur qui possède le numéro d'affiliation du club qui est indispensable pour que ce dernier continue ses activités. Si le conflit ne trouve pas de solution avant le 1er mai 2011, le club ne pourra pas reconduire son statut professionnel.
Il était prévu qu'une nouvelle convention soit signée le 1er mai 2011, après soumission au Préfet et à la LFP.
Le 4 mai 2011, le Racing et sa présidence sont passés devant la DNCG pour s'expliquer sur les différends et, le 7 mai, les Dernières Nouvelles d'Alsace annoncent que « la hache de guerre est enterrée ». Les négociations entre la SASP Racing et l'association amateur ont en effet pu reprendre à partir de l'audition et ont abouti à un accord le 6 mai.
Patrick Spielmann et l'association amateur ont donc fait un virement de 300 000 € à la SASP. En échange, cette dernière abandonne toute procédure juridique contre elle et promet la conservation du statut professionnel de l'équipe première du club.

### Conflit entre Jafar Hilali et Laurent Fournier

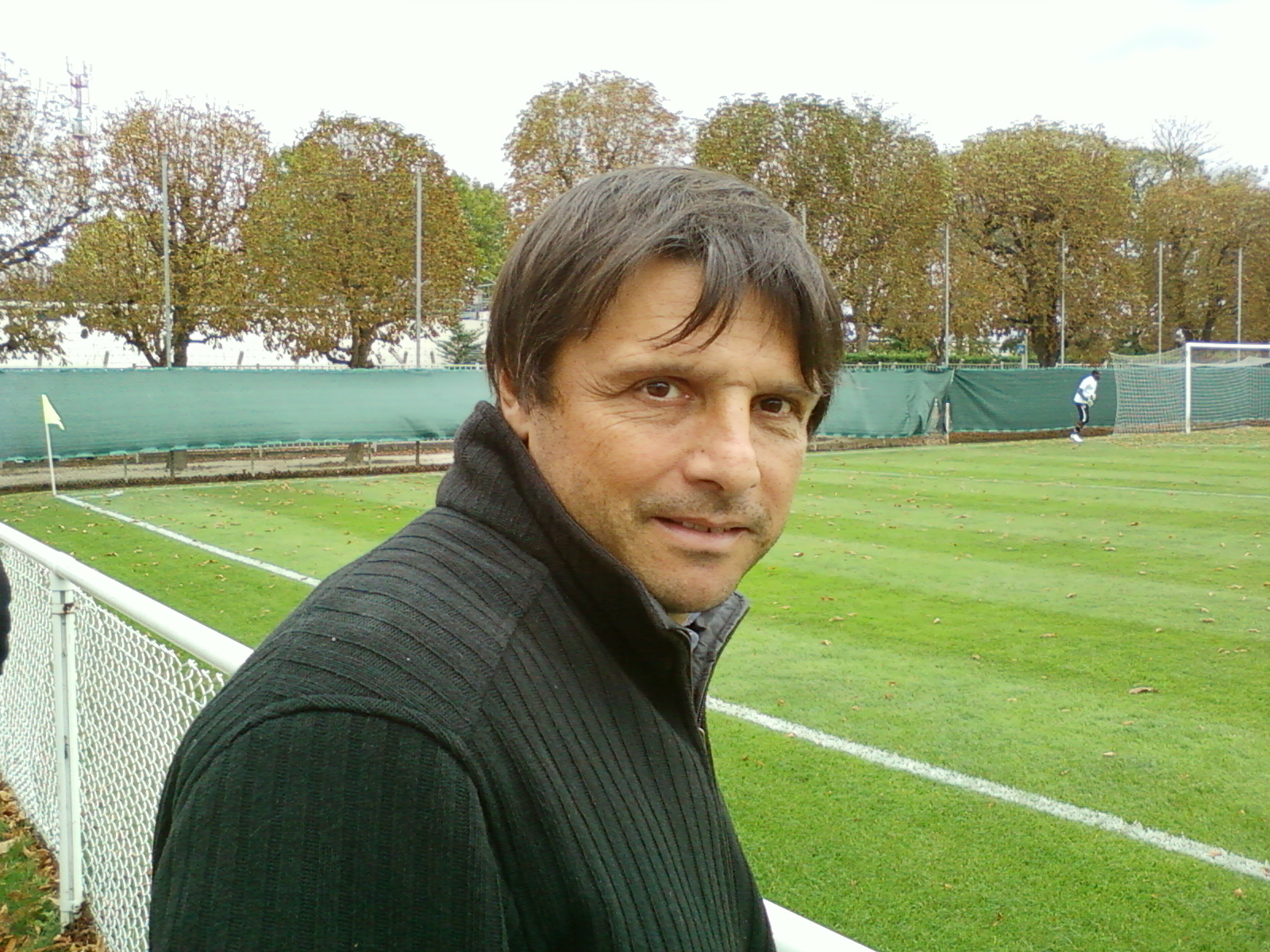
Laurent Fournier, entraîneur du Racing pour l'exercice 2010-2011

En juin 2011, Jafar Hilali affirme à France Football « Pendant six mois, je n'ai pas emmerdé Laurent. Puis, on a cumulé les matches nuls et comme je n'étais pas content, je l'ai massacré ».
Le conflit commence avant le match de Coupe de France de football du 22 janvier 2011 opposant le RC Strasbourg à l'Évian Thonon Gaillard Football Club. Jafar Hilali avait alors décidé de limoger Laurent Fournier et de le remplacer par Peter Zeidler. On apprend plus tard que le Président Hilali avait également contacté Gérald Baticle, ancien capitaine de l'équipe dans les années 1990.
Cependant, en raison de la victoire 1-0 et de la forte désapprobation des joueurs, du staff et surtout des supporters, l'entraîneur conserve son poste jusqu'à la fin de la saison. À l'issue du match, les supporters ont scandé son nom.
S'installe alors un climat malsain autour du groupe et de Laurent Fournier qui affirme « Je suis encore entraîneur, sans savoir jusqu'à quand ».
De plus, l'entraîneur n'hésite pas, lors de ses interviews par la presse locale, à montrer son opposition à ce qu'il nomme un « manque de respect à son travail », c'est-à-dire le fait que Jafar Hilali ne soit que très peu présent à Strasbourg au côté des joueurs et ne le soutienne que très peu dans l'objectif de remontée du club, même si c'est son souhait le plus cher, pour éviter un dépôt de bilan qui provoquerait la réduction à néant de tous ses investissements, soit plus de 7 millions d'euros.
En ce qui concerne le départ des joueurs, l'Alsace dit que Fournier n'a pas apprécié le départ de Loïc Damour pour le FC Cologne, lors de trois jours d'essais ayant pour objectif la vente du joueur. Il en est de même pour l'essai fait par le jeune Nouha Dicko au Valenciennes FC, un club de Ligue 1.

### Incertitudes sur l'avenir

#### Club
À l'issue de la saison, le Racing ne sait toujours pas dans quel championnat il évoluera pour la saison 2011-2012. En effet, la montée n'a pas été réalisée et le dépôt de bilan reste également probable. Celui-ci renverrait le Racing en CFA, CFA 2 ou DH d'Alsace.
Le club aurait pu également, selon le président Jafar Hilali, fusionner avec le FC Mulhouse pour la saison suivante. Si cette fusion avait été effective, alors les matches de la saison 2011-2012 auraient été joués au Stade de l'Ill de Mulhouse. Mais malgré le fait que la possibilité de fusion ait été acceptée par Alain Dreyfus, président mulhousien, les supporters y restent opposés, dans la mesure où les deux clubs ont une histoire tout à fait différente et ne touchent pas les mêmes supporters. Le Racing Club Strasbourg-Mulhouse, comme le souhaiterait Hilali, est d'autant plus compromis que les maires mulhousiens et strasbourgeois, Jean Rottner et Roland Ries, se sont offusqués de la proposition qui a été émise sans aucune discussion préalable avec les villes concernées.
Après la saison, Hilali a parlé d'abandonner le statut professionnel faute de repreneur.
Les velléités du président Hilali lui font abandonner le statut professionnel le jeudi 9 juin 2011, avant de revenir sur sa décision le lendemain. Cependant, le jeudi 23 juin 2011, la DNCG rétrograde administrativement le Racing Club de Strasbourg en CFA pour la saison 2011-2012, pour raisons financières : il manque alors un million d'euros pour équilibrer le budget de la saison 2010-2011. Cette décision est susceptible d'appel. Le club est menacé par un dépôt de bilan. La tentative de rachat du club par Sébastien Graeff aurait permis cependant de maintenir le club en D3. Le vendredi 8 juillet 2011, la commission d'appel de la DNCG confirme la rétrogradation, malgré cette tentative de reprise. Le club perd son statut professionnel pour la première fois depuis 1933, si l'on omet la période de la Deuxième Guerre mondiale.

#### Centre de formation
Le centre de formation du RC Strasbourg, quant à lui, a été jugé « trop onéreux » pour un club de National par le Président Jafar Hilali, qui écrit aux DNA « Je me pose une question simple. À quoi sert-il de garder un centre de formation avec un budget de 2,5 millions d’euros soit celui de trois quarts des clubs en National? ». En cas de fusion avec le FC Mulhouse, le centre de formation resterait à Strasbourg mais le club jouerait à Mulhouse. Après l'annonce du dépôt de bilan, ses joueurs sont libres de choisir leur avenir.
Bien qu'il fût fort probable qu'il disparaisse à l'issue de l'exercice 2010-2011, le Racing conserve son centre de formation après le dépôt de bilan et, en octobre 2011, la ville de Strasbourg a accordé une subvention de 300 000 € à l'association pour assurer son fonctionnement.